# أبو الجهم الباهلي
أبو الجهم الباهلي (ت 228 هـ) هو العلاء بن موسى بن عطية الباهلي البغدادي، له جزء مشهور عن شيوخه.

## شيوخه
سمع من:
- الليث بن سعد.
- سفيان بن عيينة.
- عبد العزيز بن الماجشون.
- الهيثم بن عدي.

## تلاميذه
- علي بن الجعد الجوهري.
- أبو داود السجستاني، (تفرد ابن حجر بهذا القول).
- إسحاق بن إبراهيم بن سنين.
- أحمد بن علي الأبار.
- أبو القاسم البغوي.

## مكانته
- قال الذهبي: الشيخ المحدث ، ذكرته لشهرته، همام من المعمرين، كان من أبناء الثمانين، روي ذلك الجزء العالي.[2]
- ذكره أبو احمد الحاكم في «الكنى» فيمن لم يسم، ولم يذكر فيه شيئا.[3]
- وقال أبو زرعة الرازي: واه.
- وقال ابن عدي: شيخ مجهول، لا يعرف له اسم، وخبره منكر.
- وقال ابن عبد البر: لا يصح حديثه.
- قال الخطيب: كان صدوقا.[4]

## مصنفاته
- نسخة أبي الجهم، رواية أبي القاسم البغوي.

## وصلات خارجية
- موقع جامع الحديث.